# La messa dell'uomo disarmato
La messa dell'uomo disarmato è un romanzo, opera principale di Luisito Bianchi, scritto negli anni Settanta, pubblicato privatamente già nel 1989 e poi dall'editrice Sironi dal 2002 in poi.

## Trama
La vicenda si svolge in un periodo che va dall'inizio della seconda guerra mondiale sino agli anni '60.
Franco, novizio in un monastero benedettino, lascia la vita monastica dopo che il suo maestro, dom Placido, è stato trasferito a Roma. Torna quindi nella casa paterna dove si dedica al lavoro contadino nella tenuta dei genitori chiamata "la Campanella". Qui ritrova anche il fratello Piero, giovane medico dai grandi ideali e animato da una profonda generosità verso il prossimo ma che ha abbandonato la pratica religiosa. Piero partecipa alla seconda guerra mondiale sul fronte russo dal quale torna con una gamba semicongelata a causa dell'abnegata opera di assistenza medica effettuata.
Alla fine della guerra Piero decide di arruolarsi tra i partigiani "bianchi" che militano nelle montagne retrostanti la Campanella. Qui incontra molti altri protagonisti del romanzo: Rondine, un singolare compaesano solitario e amante della compagnia dei defunti più che di quella dei vivi, che, dopo una vita trascorsa tra espedienti, furti e carcerazioni, era stato assunto dal padre di Maria (moglie di Piero) come avventizio e si distinguerà nella lotta partigiana soprattutto per la volontà di dare sepoltura ai morti di entrambe le parti venendo alla fine ucciso dai fascisti e celebrato dopo la guerra con la dedicazione della strada principale del paese; il giovanissimo Balilla e il monaco dom Luca (che assume lo pseudonimo di dom Benedetto), legati dalla decisione del tenente partigiano di affidare dom Benedetto (che non porta le armi) alla custodia di Balilla che morirà nello svolgimento di questo incarico lasciando in dom Luca un profondo senso di colpa che lo porterà a sua volta a immolarsi in un'azione di guerriglia. C'è poi Stalino, venditore ambulante diventato partigiano garibaldino, eroe della resistenza del paese, protagonista di coraggiose azioni militari e che alla fine salverà il segretario del fascio dal pericolo di ritorsioni.
Altra figura importante è quella del "professore", un sacerdote ritornato allo stato laicale per le sue idee socialiste, che dopo un'intensa attività di lotta antifascista, terminerà i suoi giorni nell'imminenza della liberazione in un campo di concentramento tedesco, sfinito dalla fame cui si era ridotto per aver ceduto il suo cibo ai compagni più giovani.
Fa da sfondo all'intera vicenda il monastero benedettino, che protegge i partigiani ospitando i feriti e nascondendo i fuggitivi. Per questo l'abate verrà fucilato dai tedeschi, che ritrovano una pistola caduta di tasca a uno dei partigiani scappati da un passaggio segreto del monastero. Anche la Campanella diventerà ospizio per i partigiani feriti o fuggiaschi e ricovero temporaneo del "professore".
Il vero protagonista del romanzo è però Franco, che non partecipa direttamente alla lotta partigiana, continuando a lavorare la terra, e per questo si sentirà in colpa, considerandosi quasi un disertore e un immeritato superstite di fronte a tanto eroismo dimostrato dalle persone a lui vicine. Alla fine, dopo la morte dei genitori e dei mezzadri Toni e Cecina e dopo aver venduto la Campanella, rientrerà nel monastero alla vigilia del Concilio Vaticano II, e sotto la guida di dom Placido, nel frattempo diventato abate dopo un periodo di assenza, riscoprirà la sua missione: quella di mantenere viva la memoria dei tanti atti eroici compiuti nei mesi della Resistenza, accompagnato in questo da Giovannino, il figlio di Stalino, anch'egli novizio del monastero benedettino. Grazie alla propria personale riabilitazione, Franco riuscirà a offrire a dom Placido il desiderato perdono, visto che sino a quel momento aveva considerato anche il proprio maestro un disertore dalla lotta di liberazione.
Il vero filo conduttore del romanzo è il rapporto tra "Parola" e "Avvenimento" (in particolare "il grande Avvenimento", ossia la Resistenza), cioè la continua ricerca dell'interpretazione di ogni singola vicenda della vita alla luce della Parola di Dio, che Franco ha ricevuto come insegnamento fondamentale ai tempi del primo noviziato con dom Placido e che attraversa tutta la trama del libro, fitta di citazioni bibliche e liturgiche. La stessa conclusione del romanzo, nella quale Franco è invitato dall'Arciprete del paese a leggere la Passione di Cristo nella Domenica delle Palme, è vista da Franco come il suggello della sua personale esperienza di testimone della passione vissuta dai partigiani e dagli altri protagonisti della guerra di liberazione.

## Edizioni
- Luisito Bianchi, La messa dell'uomo disarmato. Un romanzo sulla Resistenza, Milano, Sironi, 2002, 2003, 2005. ISBN 978-88-518-0024-6